# George Welch
Pour les articles homonymes, voir Welch.
George Welch, né George Lewis Schwartz le 10 mai 1918 à Wilmington et mort le 12 octobre 1954 à Palmdale, est un aviateur américain. Il participe à la Seconde Guerre mondiale et devient après guerre un pilote d'essai reconnu.

## Biographie
Welch est surtout connu pour être l'un des rares pilotes de chasse de l'armée américaine à avoir pu engager les forces japonaises dans l'attaque de Pearl Harbor puis pour son travail de pilote d'essai pour la North American Aviation.
Sur un prototype du futur North American F-86 Sabre, il aurait franchi le mur de son, quelques semaines avant Chuck Yeager. Ce point reste cependant controversé.
Un North American F-100 Super Sabre qu'il testa a des problèmes de stabilité et s'écrase dans le désert de Mojave. Il s'éjecte mais décède de ses blessures à l'hôpital de la Air Force Plant 42.

## Postérité
Son personnage est interprété par l'acteur Rick Cooper dans le film Tora ! Tora ! Tora ! (1970).